# Ritodrina
La ritodrina es un medicamento de la clase de los tocolíticos que actúa como agonista de los receptores adrenérgicos β2 indicado para detener la progresión de un parto pretérmino. Por lo general la presentación es de tabletas de 10 mg o para inyecciones de 10 y 15 mg por vía intravenosa.

## Efectos adversos
La mayoría de los efectos secundarios de los agonistas β2 resulta de sus actividades concurrentes como agonistas β1, e incluyen trastornos como el aumento de la frecuencia cardiaca, aumento de la presión arterial sistólica, disminución de la presión arterial diastólica, dolor torácico secundario a un infarto de miocardio y arritmia. Los agonistas β también pueden causar retención de líquidos secundarios a disminución en la depuración del agua, que cuando se añade a la taquicardia y al aumento del trabajo del miocardio, puede resultar en insuficiencia cardíaca. Además, aumentan la gluconeogénesis en el hígado y los músculos como resultado de una hiperglicemia, lo que aumenta las necesidades de insulina en pacientes diabéticos. Los beta-agonistas pueden pasar al feto a través de la placenta y puede ser responsable de la taquicardia fetal, así como la hipoglucemia o hiperglucemia en el momento del nacimiento.